# Caeleb Dressel
Caeleb Remel Dressel, ameriški plavalec * 16. avgust 1996, Green Cove Springs, Florida, ZDA.                                                                                                                                
Dressel kot plavalec trenira v kravlju, prstnem in metuljih, specializiran za šprinterske prireditve. Trenutno zastopa Cali Condors, ki je del Mednarodne plavalne lige. Na svetovnem prvenstvu v vodnem športu leta 2017 v Budimpešti je osvojil sedem zlatih medalj in rekordnih osem medalj, vključno s šestimi zlatimi, na svetovnem prvenstvu v vodnem športu 2019 v Gwangjuju. Dressel je dvakratni zlatnik olimpijske medalje in trenutno ima svetovne rekorde na 100 metrov v plavanju v metulju (tako dolga kot kratka proga), 50 metrov prosto (kratka proga) in 100 metrov posamično (kratka proga).
Dressel ima ameriške rekorde v 50-metrskem in 100-metrskem slogu ter v 50-metrskem in 100-metrskem metulju (vsa dolga proga). Ima tudi rekorde kratkih tečajev na 50 plavanjih in 100 plavanjih prostega sloga, na 100 metrih metulja in na 200 metrih posamezno-mešanem plavanju, prej pa na 100 metrov prsno.          